# Anthony Pettis
Anthony Paul Pettis (Milwaukee, 27 de janeiro de 1987) é um lutador de artes marciais mistas (MMA) dos Estados Unidos. Conhecido por “Showtime”, Pettis é famoso por surpreender seus oponentes com golpes plásticos e eficientes originários do Taekwondo. Ele foi o último Campeão Peso Leve do WEC. De ascendência porto-riquenha e mexicana, também é ex-campeão do peso-leve do UFC.

## Carreira no MMA

### World Extreme Cagefighting
No WEC 41, no dia 7 de janeiro de 2009, Pettis estreou com vitória no evento ao finalizar Mike Campbell com triângulo no primeiro assalto.
Em seguida, no WEC 45, Anthony sofreu sua primeira derrota na carreira contra o lutador polonês Bart Palaszewski, por decisão dividida. Após essa derrota, Pettis obteve três vitórias seguidas no evento, tendo a oportunidade de disputar o cinturão do peso-leve.

#### Benson Henderson vs Anthony Pettis
No último evento do WEC, Pettis enfrentou o então campeão peso-leve Ben Henderson, no WEC 53. No quinto assalto, Pettis utilizou as grades como apoio para dar impulso e saltar em direção ao oponente, girando o corpo e desferindo um chute certeiro no rosto de Ben Henderson com o pé direito. Essa técnica oriunda do Taekwondo ficou conhecida no UFC como "Showtime Kick" O desafiante, Anthony Pettis, acabou vencendo o combate por decisão unânime (48-47, 49-46, 48-47).
Essa luta ficou marcada na carreira de ambos os lutadores e também na história do MMA. A luta foi considerada a melhor da noite e do ano de 2010.

### Ultimate Fighting Championship
Em outubro de 2010, World Extreme Cagefighting se fundiu com o Ultimate Fighting Championship. Como parte da fusão, todos os lutadores do WEC foram transferidos para o UFC. 
Após a fusão dos eventos, Pettis iria enfrentar o vencedor da luta entre Frankie Edgar e Gray Maynard. Contudo, esta terminou em empate, o que levou a marcação de uma nova luta entre eles em 2011.
Ao invés de esperar o vencedor de Edgar / Maynard 3, Pettis encarou Clay Guida no dia 4 de junho de 2011, na Final do The Ultimate Fighter 13. Apesar de ser derrubado por Guida, Pettis mostrou boa defesa das costas, controlando os punhos Guida e tentando múltiplas finalizações, tomando pouco dano. Entanto, Guida conseguiu escapar das tentativas e finalizações e venceu via decisão unânime (30-27, 30-27, 30-27). 
Pettis derrotou por decisão divisão Jeremy Stephens em 8 de Outubro de 2011 ao UFC 136 num combate difícil. Pettis usou o wrestling para controlar e dominou a maior parte do tempo. 
Pettis enfrentou Joe Lauzon em Fevereiro, dia 25 no UFC 144. Pettis ganhou a luta por Nocaute no primeiro round, com um chute alto na cabeça seguido por socos. Depois da luta, ele recebeu o prêmio de Nocaute da Noite.
Após passar a maior parte de 2012 se recuperando de lesões, Pettis encarou Donald Cerrone no dia 26 de Janeiro de 2013, no UFC on Fox: Johnson vs. Dodson. Pettis venceu a luta por TKO no primeiro round, finalizando Cerrone com um chute no corpo. Pettis recebeu o prêmio de Nocaute da Noite. Após a luta, o presidente do UFC Dana White disse que estava 'vendido' por Showtime Pettis e que ele seria o próximo a disputar o cinturão dos pesos-leves.
No dia 5 de Fevereiro, foi anunciado que Pettis não iria esperar para uma disputa de titulo dos pesos-leves e que Pettis iria lutar pelo título dos pesos-penas contra José Aldo em Agosto, 2013. No entanto, devido a uma contusão no joelho essa luta não aconteceu e acabou substituído por Jung Chan-Sung. A lesão de Pettis causou rusgas entre o treinador de Aldo, Dedé Pederneiras e o lutador. O técnico acusou Pettis e não conseguir bater o peso e forjar uma contusão.

#### Benson Henderson vs Anthony Pettis II
Apenas alguns dias depois do cancelamento da luta contra Jose Aldo, foi anunciado que Grant, que lutaria pelo Cinturão Peso Leve do UFC, havia se lesionado e Pettis lutaria em seu lugar. “Você não pode parar o destino!!! Eu e (Ben) Henderson, pelo título, em minha cidade natal”, escreveu Pettis no Twitter, indicando que a luta aconteceria em Milwaukee.
A revanche do WEC 53 aconteceu, enfim, em 31 de agosto de 2013. A luta trouxe o campeão Benson Henderson pela primeira vez atuando com os cabelos presos em tranças, numa clara demonstração de respeito a Pettis. A luta começou com Benson apertando Pettis na grade algumas vezes. Quando a luta foi para a trocação Pettis conseguiu conectar seguidos golpes na costela do campeão, e finaliza-lo com uma chave-de-braço.  

"Eu sou o campeão dos leves do UFC. Quando encaixei o golpe, ele desistiu da luta. Ele é um cara muito duro, mas agora o campeão sou eu. O chute que eu tentei antes de irmos para o chão é muito eficiente no MMA, mas não é muito usado. Após eu ter dado os chutes nas costelas ele fez a mesma cara que Donald Cerrone. Acho que até podemos lutar de novo, ele merece. Mas, Joe Silva, eu e José Aldo temos algo a resolver. Aldo, é meu cinturão contra o seu cinturão".

—Anthony Pettis depois de derrotar Benson Henderson

#### Defesas de cinturão
Pettis era esperado para fazer sua primeira defesa de título contra Josh Thomson em 14 de dezembro de 2013 , no UFC on Fox 9. No entanto, Pettis sofreu uma lesão no joelho e a luta foi cancelada.
No dia 24 de fevereiro, o UFC anunciou o  TUF 20 com Pettis e Gilbert Melendez como técnicos. Os lutadores se enfrentaram no final do ano de 2014 e as gravações da temporada do TUF 20 começarão no mês de maio e seu primeiro episódio foi exibido no dia 10 de setembro. O TUF 20 foi exclusivamente feminino.
A luta aconteceu em 6 de dezembro de 2014 no UFC 181. Mesmo levando uma enorme pressão a ponto de perder o primeiro round, Pettis acertou um bom golpe que deixou Melendez desnorteado, o mesmo tentou levar Pettis para o chão que se aproveitou de uma falha e encaixou uma guilhotina, vencendo por finalização no segundo round, fazendo assim sua primeira defesa de cinturão e se tornando o primeiro lutador a vencer Melendez sem ser por pontos.

##### Perda de cinturão
No dia 15 de Março de 2015 no UFC 185. Pettis enfrentou Rafael dos Anjos. O campeão era amplamente favorito nas casas de apostas, no entanto Rafael dominou Pettis amplamente, levando a sua terceira derrota e a perda do título dos pesos leves.
Pettis era esperado para enfrentar Myles Jury em 25 de Julho de 2015 no UFC on Fox: Dillashaw vs. Barão II. No entanto,após sofrer uma lesão no ombro Pettis teve que ser substituído por Edson Barboza.
Pettis retornou ao octógono após perder o cinturão para enfrentar o ex-campeão do Bellator Eddie Alvarez em 17 de Janeiro de 2016 no UFC Fight Night: Dillashaw vs. Cruz. Ele foi derrotado por decisão dividida.
Pettis enfrentou Edson Barboza em 23 de Abril de 2016 no UFC 197. Pettis perdeu por decisão unânime.

##### Descida para os Penas
Pettis desceu para a categoria de baixo e enfrentou Charles Oliveira no dia 27 de agosto de 2016 no UFC on Fox: Maia vs. Condit. Pettis venceu por finalização (guilhotina) no terceiro round.

##### Benson Henderson vs Anthony Pettis III
Em 15 de dezembro de 2023, Pettis e Henderson voltaram a se enfrentar em uma luta dessa vez como karatecas no Karate Combat 43 no The Expo no World Market Center em Las Vegas, sendo este o terceiro encontro entre os dois ex-campeões do UFC. Bem como das vezes anteriores, foi Showtime quem saiu como o vitorioso.

## Vida pessoal
Pettis perdeu seu pai, assassinado, quando tinha 15 anos de idade. Ao voltar do emprego em uma rede de fast food, pettis encontrou um detetive em sua casa. O detetive mostrou então a foto de uma vitima de assassinato por facadas no peito. Era o pai de Pettis.
Pettis tem seu próprio bar em Milwaukee. Lá ele promove festas depois da luta. Anthony e sua namorada Alexandra, são os orgulhosos pais de sua filha Aria, nascida em Julho de 2011.
Pettis tem ascendência porto-riquenha e mexicana. O nome Pettis é uma adaptação de Perez, mudado pelo seu avô, com a finalidade de evitar discriminação.

## Cartel no MMA
| Cartel no MMA   |             |             |
| 35 lutas        | 24 vitórias | 11 derrotas |
| Por nocaute     | 11          | 3           |
| Por finalização | 7           | 1           |
| Por decisão     | 6           | 7           |

| Res.    | Cartel | Oponente         | Método                                     | Evento                               | Data       | Round | Tempo | Local                         | Notas                                                                                             |
| ------- | ------ | ---------------- | ------------------------------------------ | ------------------------------------ | ---------- | ----- | ----- | ----------------------------- | ------------------------------------------------------------------------------------------------- |
| Derrota | 24-12  | Raush Manfio     | Decisão (dividida)                         | PFL 6                                | 25/06/2021 | 3     | 5:00  | Atlantic City, New Jersey     |                                                                                                   |
| Derrota | 24-11  | Clay Collard     | Decisão (unânime)                          | PFL 1                                | 23/04/2021 | 3     | 5:00  | Atlantic City, New Jersey     | Estreia no PFL; Retornou aos Leves.                                                               |
| Vitória | 24-10  | Alex Morono      | Decisão (unânime)                          | UFC Fight Night: Thompson vs. Neal   | 19/12/2020 | 3     | 5:00  | Las Vegas, Nevada             |                                                                                                   |
| Vitória | 23-10  | Donald Cerrone   | Decisão (unânime)                          | UFC 249: Ferguson vs. Gaethje        | 09/05/2020 | 3     | 5:00  | Jacksonville, Flórida         | Retorno aos Meio-Médios.                                                                          |
| Derrota | 22-10  | Diego Ferreira   | Finalização (mata leão)                    | UFC 246: McGregor vs. Cowboy         | 18/01/2020 | 2     | 1:46  | Las Vegas, Nevada             | Retorno aos Leves.                                                                                |
| Derrota | 22-9   | Nate Diaz        | Decisão (unânime)                          | UFC 241: Cormier vs. Miocic 2        | 17/08/2019 | 3     | 5:00  | Anaheim, Califórnia           |                                                                                                   |
| Vitória | 22-8   | Stephen Thompson | Nocaute (soco voador)                      | UFC Fight Night: Thompson vs. Pettis | 23/03/2019 | 2     | 4:55  | Nashville                     | Estreia nos Meio Médios; Performance da Noite.                                                    |
| Derrota | 21-8   | Tony Ferguson    | Nocaute Técnico (interrupção do córner)    | UFC 229: Khabib vs. McGregor         | 06/10/2018 | 2     | 5:00  | Las Vegas, Nevada             | Luta da Noite; Luta do Ano (2018).                                                                |
| Vitória | 21-7   | Michael Chiesa   | Finalização (triângulo com chave de braço) | UFC 226: Miocic vs. Cormier          | 07/07/2018 | 2     | 0:52  | Las Vegas, Nevada             | Performance da Noite.                                                                             |
| Derrota | 20-7   | Dustin Poirier   | Nocaute Técnico (lesão)                    | UFC Fight Night: Poirier vs. Pettis  | 11/11/2017 | 3     | 2:08  | Norfolk, Virginia             | Luta da Noite.                                                                                    |
| Vitória | 20-6   | Jim Miller       | Decisão (unânime)                          | UFC 213: Romero vs. Whittaker        | 08/07/2017 | 3     | 5:00  | Las Vegas, Nevada             | Retorno aos Leves.                                                                                |
| Derrota | 19-6   | Max Holloway     | Nocaute Técnico (chute no corpo e socos)   | UFC 206: Holloway vs. Pettis         | 10/12/2016 | 3     | 4:50  | Toronto, Ontario              | Luta valendo o Cinturão Peso Pena Interino do UFC somente para Holloway; Pettis não bateu o peso. |
| Vitória | 19-5   | Charles Oliveira | Finalização (guilhotina)                   | UFC on Fox: Maia vs. Condit          | 27/08/2016 | 3     | 1:49  | Vancouver, Colúmbia Britânica | Estreia nos Penas.                                                                                |
| Derrota | 18-5   | Edson Barboza    | Decisão (unânime)                          | UFC 197: Jones vs. St. Preux         | 23/04/2016 | 3     | 5:00  | Las Vegas, Nevada             |                                                                                                   |
| Derrota | 18-4   | Eddie Alvarez    | Decisão (dividida)                         | UFC Fight Night: Dillashaw vs. Cruz  | 17/01/2016 | 3     | 5:00  | Boston, Massachusetts         |                                                                                                   |
| Derrota | 18-3   | Rafael dos Anjos | Decisão (unânime)                          | UFC 185: Pettis vs. dos Anjos        | 14/03/2015 | 5     | 5:00  | Dallas, Texas                 | Perdeu o Cinturão Peso Leve do UFC.                                                               |
| Vitória | 18-2   | Gilbert Melendez | Finalização (guilhotina)                   | UFC 181: Hendricks vs. Lawler II     | 06/12/2014 | 2     | 1:53  | Las Vegas, Nevada             | Defendeu o Cinturão Peso Leve do UFC; Performance da Noite.                                       |
| Vitória | 17-2   | Ben Henderson    | Finalização (chave de braço)               | UFC 164: Henderson vs. Pettis II     | 31/08/2013 | 1     | 4:31  | Milwaukee, Wisconsin          | Ganhou o Cinturão Peso Leve do UFC; Finalização da Noite.                                         |
| Vitória | 16-2   | Donald Cerrone   | Nocaute Técnico (chute no corpo e socos)   | UFC on Fox: Johnson vs. Dodson       | 26/01/2013 | 1     | 2:35  | Chicago, Illinois             | Nocaute da Noite.                                                                                 |
| Vitória | 15-2   | Joe Lauzon       | Nocaute (chute na cabeça e socos)          | UFC 144: Edgar vs. Henderson         | 26/02/2012 | 1     | 1:21  | Saitama, Saitama              | Nocaute da Noite.                                                                                 |
| Vitória | 14-2   | Jeremy Stephens  | Decisão (dividida)                         | UFC 136: Edgar x Maynard III         | 08/10/2011 | 3     | 5:00  | Houston, Texas                |                                                                                                   |
| Derrota | 13-2   | Clay Guida       | Decisão (unânime)                          | The Ultimate Fighter 13 Finale       | 04/06/2011 | 3     | 5:00  | Las Vegas, Nevada             | Estreia no UFC.                                                                                   |
| Vitória | 13-1   | Ben Henderson    | Decisão (unânime)                          | WEC 53: Henderson vs. Pettis         | 16/12/2010 | 5     | 5:00  | Glendale, Arizona             | Ganhou o Cinturão Peso Leve do WEC; Luta da Noite; Luta do Ano (2010).                            |
| Vitória | 12-1   | Shane Roller     | Finalização (triângulo)                    | WEC 50: Cruz vs. Benavidez           | 18/08/2010 | 3     | 4:51  | Las Vegas, Nevada             | Finalização da Noite.                                                                             |
| Vitória | 11-1   | Alex Karalexis   | Finalização (triângulo)                    | WEC 48: Aldo vs. Faber               | 24/04/2010 | 2     | 1:35  | Sacramento, Califórnia        |                                                                                                   |
| Vitória | 10-1   | Danny Castillo   | Nocaute (chute na cabeça e socos)          | WEC 47: Bowles vs. Cruz              | 06/03/2010 | 1     | 2:27  | Columbus, Ohio                | Nocaute da Noite.                                                                                 |
| Derrota | 9-1    | Bart Palaszewski | Decisão (dividida)                         | WEC 45: Cerrone vs. Ratcliff         | 19/12/2009 | 3     | 5:00  | Las Vegas, Nevada             |                                                                                                   |
| Vitória | 9-0    | Mike Campbell    | Finalização (triângulo)                    | WEC 41: Brown vs. Faber II           | 07/06/2009 | 1     | 1:49  | Sacramento, Califórnia        | Estreia no WEC.                                                                                   |
| Vitória | 8-0    | Gabe Walbridge   | Nocaute Técnico (socos)                    | GFS: Season's Beatings               | 13/12/2008 | 1     | 0:56  | Milwaukee, Wisconsin          | Defendeu o Título dos Leves do GFS.                                                               |
| Vitória | 7-0    | Jay Ellis        | Nocaute Técnico (socos)                    | GFS 55                               | 04/10/2008 | 1     | 1:12  | Milwaukee, Wisconsin          | Defendeu o Título dos Leves do GFS.                                                               |
| Vitória | 6-0    | Sherron Leggett  | Decisão (dividida)                         | GFS: Fight Club                      | 22/06/2008 | 3     | 5:00  | Milwaukee, Wisconsin          | Venceu o Título dos Leves do GFS.                                                                 |
| Vitória | 5-0    | Mike Lambrecht   | Nocaute (chute na cabeça)                  | GFS: Knockout Kings                  | 29/03/2008 | 1     | 1:49  | Milwaukee, Wisconsin          |                                                                                                   |
| Vitória | 4-0    | George Barrazza  | Nocaute Técnico (socos)                    | GFS: The Warriors                    | 16/02/2008 | 1     | 4:31  | Milwaukee, Wisconsin          |                                                                                                   |
| Vitória | 3-0    | Michael Skinner  | Nocaute Técnico (socos)                    | GFS: Seasons Beatings                | 01/12/2007 | 1     | 0:36  | Milwaukee, Wisconsin          |                                                                                                   |
| Vitória | 2-0    | Lonny Amdahl     | Finalização (lesão)                        | GFS: Rumble in the Cage              | 17/08/2007 | 1     | 0:12  | Green Bay, Wisconsin          |                                                                                                   |
| Vitória | 1-0    | Tom Erspamer     | Nocaute Técnico (socos)                    | GFS: Super Brawl                     | 27/01/2007 | 1     | 0:24  | Estados Unidos                |                                                                                                   |